# Rada Narodowa miasta Łodzi

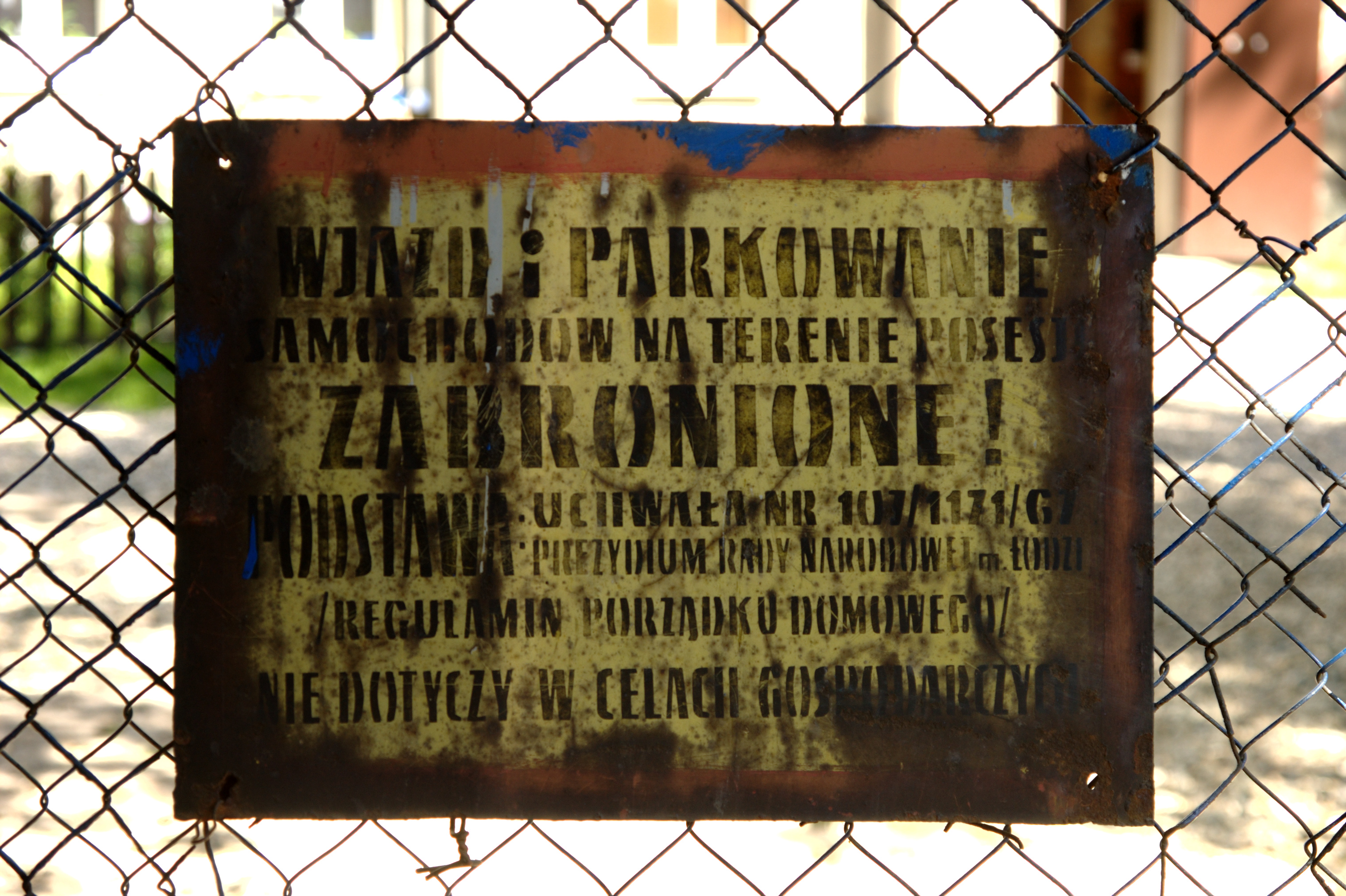
Tablica zakazująca wjazdu i parkowania na podstawie uchwały prezydium Rady Narodowej m. Łodzi

Rada Narodowa miasta Łodzi – terenowy organ władzy państwowej i organ samorządu społecznego istniejący w Łodzi w latach 1950–1990, od 1975 obejmujący swoimi kompetencjami obszar województwa miejskiego łódzkiego.

## Historia
Po raz pierwszy Miejska Rada Narodowa w Łodzi zebrała się na posiedzeniu w Teatrze Miejskim w dniu 7 marca 1945. W początkowym okresie jej istnienia radni delegowani byli w jej skład na zasadzie parytetu (PPR i PPS – po 20 radnych, SD – 10, SL – 5, związki zawodowe – 12, organizacje społeczno-kulturalne – 9, organizacje młodzieżowe – 2).
Przewodniczącym Rady został prezydent Łodzi Kazimierz Mijal, jego zastępcą Jan Stefan Haneman (PPS), zaś członkami Prezydium: Lucjan Głowacki, Artur Kopacz (SD) i Eugeniusz Stawiński. W dniu 8 maja 1945 stanowisko przewodniczącego MRN objął Jan Stefan Haneman, następnie funkcję tę sprawował Edward Andrzejak (1946–1950).
Do kompetencji Miejskiej Rady Narodowej w Łodzi należał w latach 1945–1950 wybór prezydenta, jego zastępców oraz ławników Zarządu Miejskiego, a także delegacja posłów do Krajowej Rady Narodowej (delegowano 5 takich przedstawicieli). Rada sprawowała kontrolę nad działalnością Zarządu Miejskiego, posiadała również kompetencje w dziedzinie ustalania budżetu oraz planowania miejskiego.
Od lipca 1949 Radzie podległe były trzy Dzielnicowe Rady Narodowe powstałe z dawnych starostw łódzkich (Łódź Śródmieście, Łódź Północ, Łódź Południe). MRN podporządkowana była jednocześnie Prezydium Krajowej Rady Narodowej, a od 1947 Radzie Państwa.
Rada działała poprzez swoje Komisje (m.in. Finansowo-Budżetową, Kontroli Społecznej, a także Zdrowia i Opieki Społecznej).
Na mocy ustawy z 1950 o stworzeniu jednolitych organów władzy państwowej zlikwidowano urząd prezydenta Łodzi, a jego kompetencje przekazano Prezydium Rady Narodowej miasta Łodzi. Od tego czasu skupiono w Radzie funkcje uchwałodawcze i wykonawcze, za które odpowiadało Prezydium będące kolegialną głową miasta, a jednocześnie organem wewnętrznym Rady. Na czele Prezydium stanął dotychczasowy prezydent miasta Marian Minor, w 1952 zastąpił go Ryszard Olasek.
W dniu 5 grudnia 1954 odbyły się pierwsze po II wojnie światowej wybory powszechne do rad narodowych, w tej liczbie do Rady Narodowej m. Łodzi oraz Dzielnicowych Rad Narodowych. W ich wyniku wybrano 200 radnych Rady Narodowej Łodzi i 66 ich zastępców, a także 750 radnych Dzielnicowych Rad Narodowych z 229 zastępcami. Ponad połowa radnych należała do PZPR, reszta reprezentowała tzw. stronnictwa sojusznicze (ZSL i SD) oraz bezpartyjnych.
Na uroczystym posiedzeniu Rady Narodowej m. Łodzi I kadencji w dniu 16 grudnia 1954 jej przewodniczącym wybrano Bolesława Geragę. W 1958 przeprowadzono wybory do Rady Narodowej II kadencji, a w 1961 Rady Narodowej III kadencji. W ich wyniku w Radzie znalazło się 110 radnych (w tym: 67 z PZPR, 14 z SD, 5 z ZSL i 24 bezpartyjnych).
Kolejne wybory do Rady Narodowej m. Łodzi i Dzielnicowych Rad Narodowych odbywały się w latach 1965 (IV kadencja), 1969 (V kadencja), 1973 (VI kadencja), 1976 (VII kadencja), 1980 (VIII kadencja), 1984 (IX kadencja), 1988 (X kadencja).
W latach 1950–1973 Prezydium Rady Narodowej Miasta Łodzi wykonywało funkcję zarządzające miastem poprzez swoje Wydziały podległe ministerstwom. Organami wewnętrznymi Rady pozostały Komisje. Prezydium sprawowało kontrolę nad Prezydiami 5 Dzielnicowych Rad Narodowych, zarazem było podległe Rządowi (tj. Rada Narodowa podlegała Radzie Państwa, a Dzielnicowe Rady Narodowe Radzie Narodowej Miasta Łodzi).
W 1973 w wyniku poprawek w konstytucji PRL z 1952 r. dokonano zniesienia zasady jednolitości władzy państwowej, rozdzielając funkcję wykonawcze i uchwałodawcze organów terenowych. Przywrócono urząd prezydenta Łodzi, a Prezydium od tego czasu pełniło jedynie funkcję wewnętrznego organu Rady. Dwa lata później nastąpiła zasadnicza reforma administracyjna państwa, która doprowadziła do zniesienia podziału na 22 dużych województw, wprowadzając 49 małe. Zarazem obszar województwa miejskiego łódzkiego powiększono o okręg podmiejski obejmujący m.in. Pabianice, Zgierz i Aleksandrów Łódzki. W wyniku zmian terytorialnych w skład Rady Narodowej m. Łodzi dokooptowano radnych Miejskich, Gminnych i Powiatowych Rad Narodowych z obszaru podłódzkiego (w tym przewodniczących PRN). Od tego czasu jurysdykcja Rady Narodowej m. Łodzi rozciągała się na miasto i województwo miejskie, a prezydent miasta był jednocześnie wojewodą łódzkim (rozdzielenia tych funkcji dokonano na początku 1990). Radzie Narodowej podlegały Dzielnicowe Rady Narodowe (we liczbie 5), Miejskie Rady Narodowe, Miejsko-Gminne Rady Narodowe oraz Gminne Rady Narodowe.